# Mereheadita
La mereheadita es un mineral de la clase de los haluros. Recibe su nombre de la cantera Torr Works, también conocida como Merehead, en Somerset en Reino Unido, donde fue descubierta.

## Características químicas
La mereheadita es un haluro de fórmula química Pb47Cl25(OH)13O24(CO3)(BO3)2. Fue aprobada como especie válida por la Asociación Mineralógica Internacional en 1998. Cristaliza en el sistema monoclínico. Su dureza en la escala de Mohs es 3,5.
Según la clasificación de Nickel-Strunz, la morimotoíta pertenece a "03.DC - Oxihaluros, hidroxihaluros y haluros con doble enlace, con Pb (As, Sb, Bi), sin Cu" junto con los siguientes minerales: laurionita, paralaurionita, fiedlerita, penfieldita, laurelita, bismoclita, daubreeíta, matlockita, rorisita, zavaritskita, zhangpeishanita, nadorita, perita, aravaipaïta, calcioaravaipaïta, thorikosita, blixita, pinalita, symesita, ecdemita, heliofilita, mendipita, damaraita, onoratoita, cotunnita, pseudocotunnita y barstowita.

## Formación y yacimientos
Fue descubierta en la cantera Torr Works, en la localidad de Cranmore, en el condado de Somerset, en Inglaterra, Reino Unido. También ha sido descrita en la mina Wesley, en la localidad inglesa de Westbury donde Trym, en el condado de Bristol; en la mina Kunibert, en Brilon, en el estado de Renania del Norte-Westfalia, Alemania; y en la mina Clara, en la localidad de Wolfach, en el estado de Baden-Württemberg, también en Alemania.